# Manuel Aragonés Cucala
Manuel Aragonés Cucala (Sant Mateu (Baix Maestrat), 1904 - 1982) fou un advocat i polític valencià. Es llicencià en dret a la Universitat de València i va exercir a Castelló de la Plana, Vila-real i Sant Mateu. Fou diputat provincial diverses vegades durant la dècada de 1930 i president de la secció castellonenca d'Unió Republicana. Fou nomenat alcalde de Castelló de maig a novembre de 1936 però deixà el càrrec quan fou nomenat jutge de primera instància i instrucció. Quan es refugià a Barcelona fou nomenat magistrat, i en acabar la guerra civil espanyola marxà a Mèxic, on es distingí com a tractadista de dret amb Nociones de derecho positivo mexicano (1974).